# Synagoge ('s-Hertogenbosch)
De Synagoge van 's-Hertogenbosch of Bossche Synagoge is een voormalige synagoge in 's-Hertogenbosch die tegenwoordig als Muziekcentrum De Toonzaal in gebruik is.
De synagoge is gebouwd in 1823 als vrijstaand complex in opdracht van de joodse gemeente van 's-Hertogenbosch. Het huidige aanzien wordt echter grotendeels bepaald door een verbouwing uit 1886 onder leiding van de Amsterdamse architect Isaac Gosschalk. Voor de Tweede Wereldoorlog zijn er voor de gevel van de synagoge een rij huizen gebouwd, die het zicht ervan onttrokken. Ruim veertig jaar na de oorlog zijn deze huizen gesloopt om het pand weer in oude staat te herstellen. Vanaf de Tweede Wereldoorlog tot de jaren zeventig werd de synagoge steeds minder gebruikt.

## Joden in 's-Hertogenbosch
De eerste tekenen van de Joodse gemeente binnen de stad 's-Hertogenbosch zijn ontstaan in 1680, toen Jacob Worms als eerste Jood het poorterrecht kreeg. Daarna is het Jodendom tot 1777 toegenomen met dertien joden door het verkrijgen van dit poorterrecht. Sommigen van hen zijn zelfs toegelaten tot het kramersgilde.
Gedurende lange tijd werden er synagogendiensten gehouden in de huizen van een of meerdere gemeenteleden, een hiervan was Hartog Simon, erkend voorman van de Bossche jisjoev.
In 1809, op 19 april, bezocht koning Lodewijk Napoleon Bonaparte tijdens zijn bezoek aan Den Bosch de joodse gemeente. Hij was erg geïnteresseerd of de Joodse gemeente een kerk tot hun beschikking had. Hartog Simon berichtte de koning dat deze kerkelijke bijeenkomsten vooral in particuliere kringen werden gehouden. De koning gelaste daarop Hartog Simon om het opperconsistorie hiervan in kennis te stellen en de Joodse gemeente te voorzien van een kerk of godsdienstruimte.
In de jaren daarna werd niet veel actie vernomen tot stichting van de kerk.

## Aanbouw van een synagoge

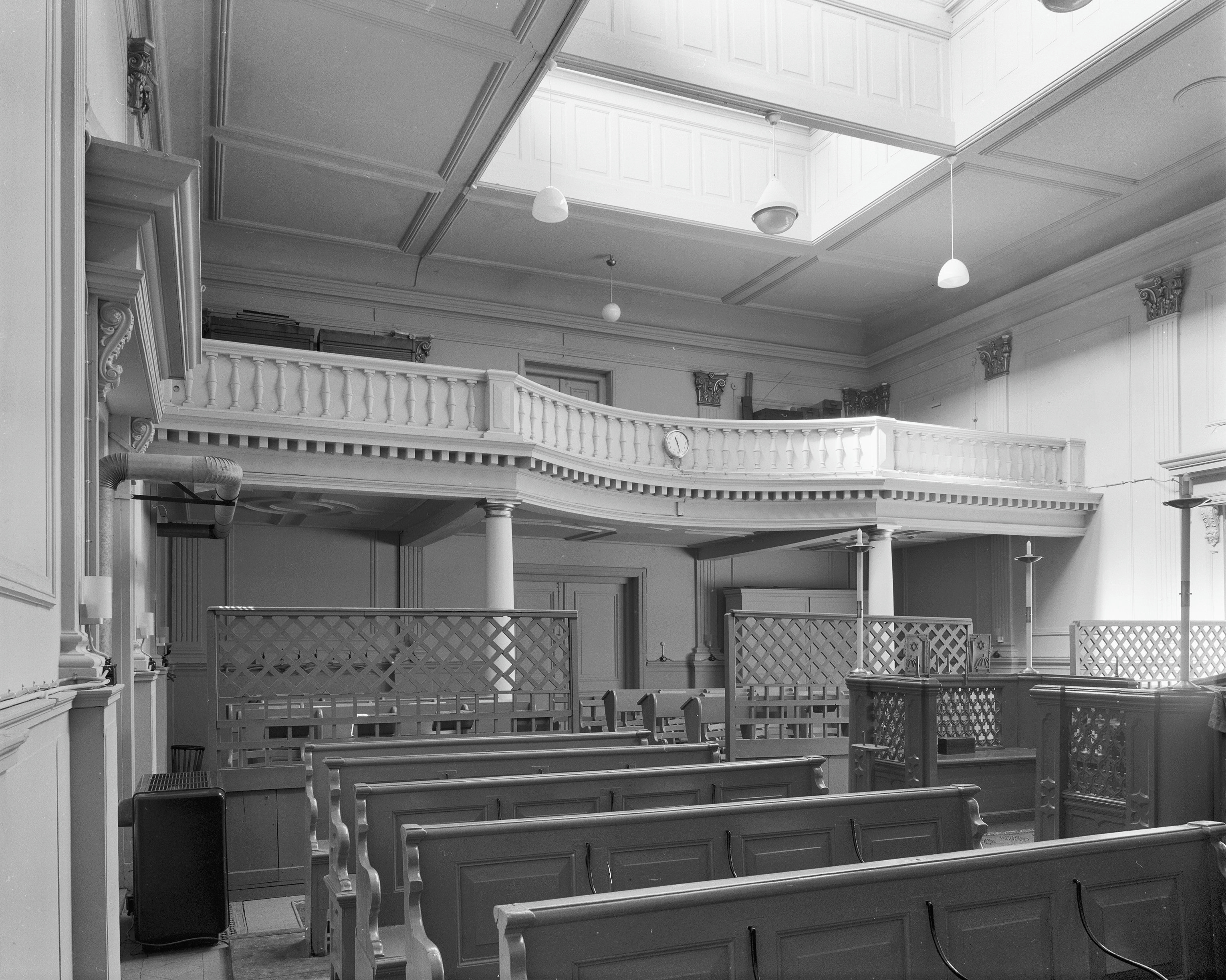
Interieur voormalige synagoge 's-Hertogenbosch

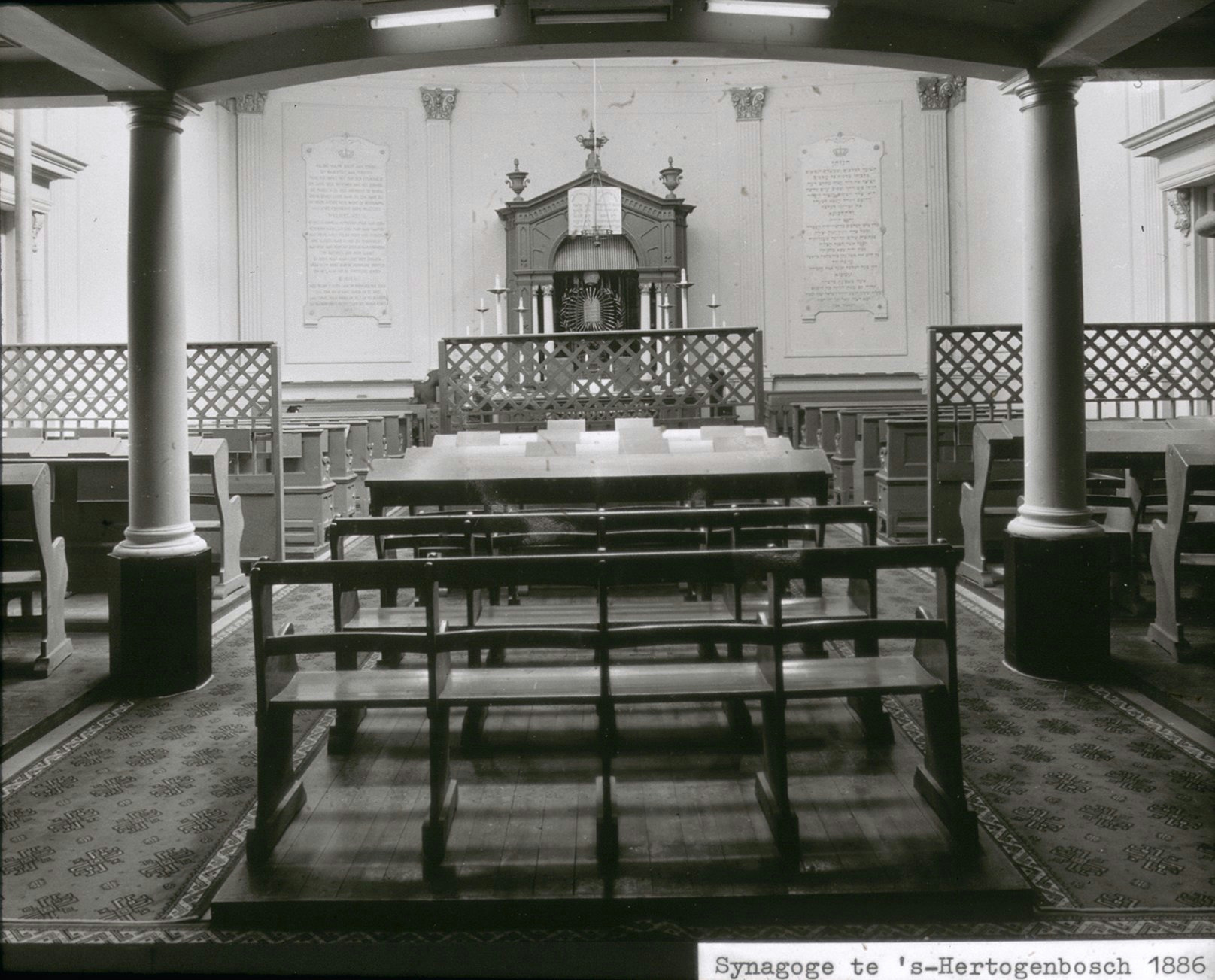
Interieur voormalige synagoge 's-Hertogenbosch, met de Arke

In 1818, op 11 juli, besloten Herodes Hartogensis en zijn zoon Bernardus Hartogensis, om een vertrek achter de woning van de familie Hartogensis, gelegen aan de Mortel, te verbouwen in te richten als synagoge. De plaats waar de synagoge werd gebouwd was waar vroeger het huis "De Oude Munt" stond en was eigendom van Bernardus Hartogensis. De werkzaamheden werden in 1819 vertraagd toen de Joodse gemeente ongeveer 250 zielen telde.
In 1820 kreeg de joodse gemeente de eerste eigen opperrabbijn: Betzalel Glogauer, maar had nog geen eigen godsdienstschool. En op 10 februari werd de godsdienstige armenschool opgericht door Bernardus Hartogensis. Arme kregen ook het recht op een opleiding.
De ingebruikname van de synagoge was op Rosh haSjanah shenat 5584, in het jaar 1823. Op de oostgevel van de synagoge zijn de initialen van de stichter (Herodes Hartogensis) en het jaar vermeld.
Tot in 1840 was de financiële positie van de synagoge stabiel. Alleen in dat jaar begon de financiële situatie erg zorgelijk te worden; het begrotingstekort was opgelopen tot 400 gulden. Om dit tekort te dichten werd besloten om de maximale aanslag (of contributie) te verhogen. 
Enkele jaren later stapte Frank naar de rechter om een proces te beginnen tegen de verhoging van de aanslag, dit proces kreeg later de naam Zaak Frank. De rechtbank verklaarde de contributie tot een vrijwillige bijdragen op basis van dubieuze documenten. Hierdoor waren leden van de synagoge gevrijwaard om minder contributie te betalen wat leidde tot de ondergang van de Bossche synagoge in 1843-1844.

## Schenking aan de Joodse gemeente
In 1844 brak een nieuw tijdperk aan voor de Joodse gemeente. De jaren voorafgaand verkeerde de synagoge in financiële problemen. Deze periode eindigde door de ontslagaanvraag, op 12 maart, van Herodes Hartogensis, samen met Elias Hartog en Asjer Schlesinger. 25 april werden er twee kerkvoogden aangesteld: Jeronimus Hartogensis, een neef van Bernardus, en Jacob Kann die familie is van de moeder (Sara Kann) van Bernardus. De missie van deze heren was om de synagoge te reorganiseren en weer op orde te brengen. Dit begon met het eerste ontslag van onderwijzer Grünwald op 1 juli 1844.
Door de zwakke financiële positie van de synagoge, in bezit van de familie Hartogensis, kreeg veel kritiek. En 20 februari 1843 werd de eerste aanvraag ingediend voor de overdracht van de synagoge; de schenking door Bernardus Hartogensis van de synagoge aan de Joodse gemeente. Maar deze poging faalde door de hoge successierechten welke betaald diende te worden bij de overdracht.
Op 26 maart 1844 heeft notaris Hubert de overdracht toch mogelijk gemaakt en werd het eigendom van de synagoge aan de Mortel overgedragen aan de Joodse gemeente. De Joodse gemeente kreeg de synagoge onder voorwaarden (1) dat er zitplaatsen gereserveerd werden voor Herodes, Bernardus en Sara Hartogensis-Kann en (2) dat vader, moeder en Bernardus herdacht werden in gebeden. De officiële overdracht vond plaats op 15 juli 1844. De waarde van de synagoge werd geschat op 2.640 gulden en het meubilair op 300 gulden.
Op 14 januari 1845 stierf Herodes Hartogensis.
De enigszins vervallen synagoge werd in 1845-1846 gerestaureerd en er werd een kosterwoning aan de rechterzijde aangebouwd (op de plaats van de huidige foyer), deze werd in 1849 opgeleverd.
In de jaren na de overdracht ging het steeds beter, zelfs zo goed dat er in de jaren 1860-1870 sprake was van een sterke stijging van de leden.

## Uitbreiding van de synagoge

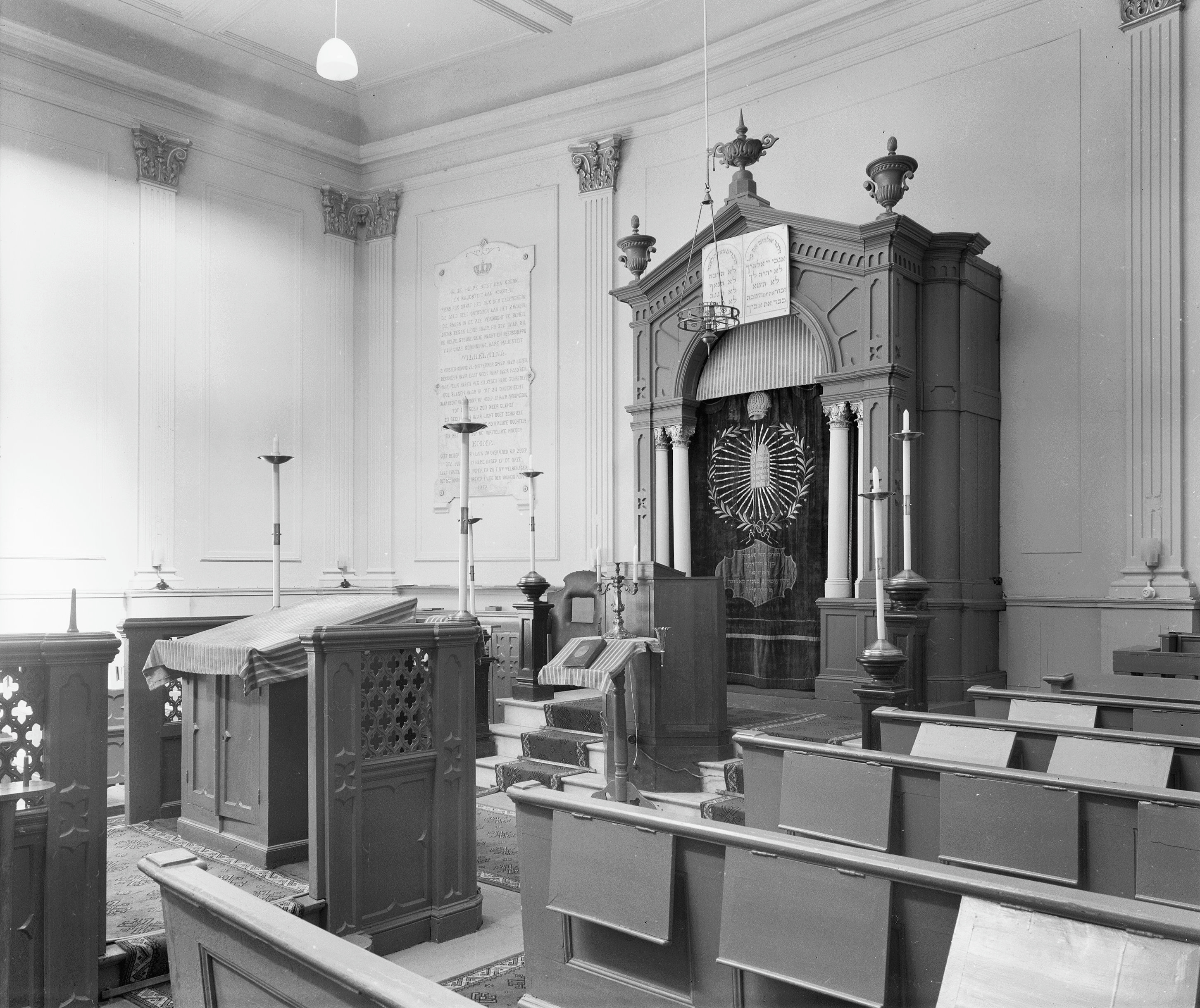
Interieur voormalige synagoge 's-Hertogenbosch

Op 5 maart 1865 werd er een kerkenraadsvergadering gehouden en werd besloten dat de synagoge te klein was; tijdens sjabbat of feestdagen waren er soms meer dan 300 mensen binnen. Tot dan toe bestond de synagoge uit ongeveer de helft van het huidige (2010) gebouw. Verschillende plannen werden gemaakt om tot uitbreiding te komen, maar helaas faalden deze plannen stuk voor stuk.
In 1873 bestond de synagoge 50 jaar en op 13 september werd dit gevierd.
Na vele jaren kwam er toch een akkoord tot uitbreiding van de synagoge. In 1886 (4 januari) werden er nieuwe plannen gevormd tot uitbreiding met een budget van 8.500 gulden. Om deze uitbreiding te verwezenlijken was het noodzakelijk om de Binnendieze te overkluizen. Tijdens het uitwerken van de plannen kwam de kerkenraad tot de conclusie dat er een tekort was van 1.000 gulden. Hiervoor werden 10 obligaties uitgeschreven van 100 gulden met een rente van 4%. De aanbesteding was op 8 juni; op 27 juni werd de verbouwing gestart en op 10 december 1886 werd de nieuwe synagoge in gebruik genomen. Ter gedenkenis aan Herodes, Bernardes en Jeronimus Hartogensis werd een gedenksteen geplaatst.
9 januari 1870 stierf Bernardus Hartogensis na een lang ziekbed. In 1896 was de Joodse gemeente volledig vrij van schulden. In 1923 werd het 100-jarige bestaan gevierd op 11-14 oktober. Er werden liederen gezongen, er werd gebeden, er waren kinderpartijtjes en op de laatste dag een groot feestmaal.

## Herbestemming als muziekcentrum
Tijdens de Tweede Wereldoorlog werden de ca. 465 joden in Den Bosch gedeporteerd; slechts 172 overleefden. De synagoge bleef grotendeels intact, maar de inboedel werd geroofd. De Joodse gemeente in Zaltbommel, die na de oorlog nog slechts uit enkele leden bestond, werd bij die van Den Bosch gevoegd. Met de inventaris van de Zaltbommelse synagoge werd de Bossche synagoge in 1947 opnieuw gewijd. In 1948 werd in de synagoge een lijst onthuld met daarop de namen van de 293 vermoorde Bossche Joden. 
In de jaren zeventig liep het aantal leden van de Joodse gemeente zodanig terug dat er geen wekelijkse diensten meer konden worden gehouden; de gemeente ging samen met die van Eindhoven. De synagoge werd verbouwd tot muziekcentrum. 
Op 27 oktober 2016 werd, na een besloten bijeenkomst in de voormalige synagoge, het Joods monument Den Bosch onthuld. 